# Williamston (Michigan)
Pour les articles homonymes, voir Williamston.
Williamston est une ville du comté d'Ingham, dans l'État du Michigan, aux États-Unis. En 2020, sa population était de 3 819 habitants.